# Hippolyte Gomot
Pierre-Eugéne-Hyppolite Gomot (Riom, c. 1838-París, 1927) fue un político e historiador francés.

## Biografía
Nacido el 12 de octubre de 1838 en la localidad francesa de Riom, perteneciente al departamento de Puy-de-Dôme, se licenció en Derecho. Como político fue diputado por Puy-de-Dôme y ministro de Agricultura, reemplazando a Hervé Mangon, entre 1885 y 1886, además de senador por Puy-de-Dôme. Entre sus obras se encontraron títulos como Histoire de l'Abbaye royale de Mozat, Château feodal de Tournoël, Peste noire de 1631, Marilhat et son ouvre y Biographie de Francisque Mandet. Falleció el 8 de noviembre de 1927 en París.